# إسحاق بن حنبل
أبو يعقوب إسحاق بْن حَنْبَل بْن هلال بْن أسد الشيباني (161 هـ - 253 هـ)، عالم ومُحدِّث مسلم ثقة، وعم أحمد بن حنبل ووالد حنبل بن إسحاق، ولد سنة إحدى وستين ومائة وكان بينه وبين أحمد بن حنبل أقل من ثلاث سنين. وكان يخضب بالحناء. ومات في سنة ثلاث وخمسين ومائتين وله اثنتان وتسعون سنة.

## روايته للحديث
- حدث عن: يزيد بن هارون، والحسين بن محمد المروذي.
- حدث عنه: حنبل بن إسحاق، ومحمد بن يوسف الجوهري.
- قال الخطيب البغدادي: كان ثقة.[1]